# Associazione Sportiva Roma 1972-1973
Questa voce raccoglie le informazioni riguardanti l'Associazione Sportiva Roma nelle competizioni ufficiali della stagione 1972-1973.

## Stagione

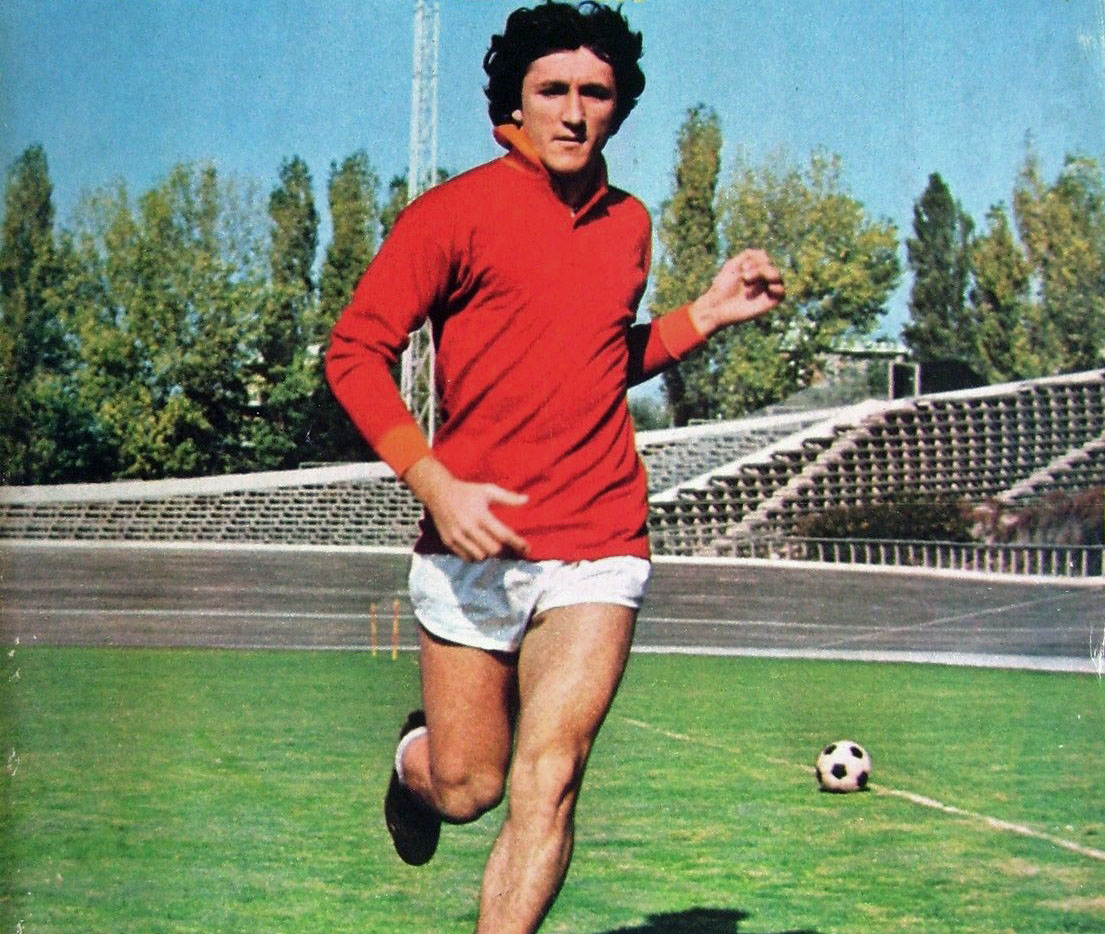
Il neoacquisto Valerio Spadoni, miglior marcatore stagionale dei giallorossi.

Ultima stagione di Helenio Herrera sulla panchina della Roma. Le cause dell'esonero del "mago" sono da ricondurre alla partita Roma-Inter il 17 dicembre del 1972, nella quale avviene un'invasione di campo da parte dei tifosi giallorossi, dopo l'assegnazione di un rigore dubbio concesso ai meneghini al 90' e realizzato da Boninsegna: la partita viene sospesa e la Roma perde per 2-0 a tavolino.
Dopo questo episodio i contrasti tra i tifosi e l'allenatore cominciano sempre più a degradarsi e il presidente è costretto poche settimane dopo a sostituire Herrera con Antonio Trebiciani, allenatore della primavera. All'ultima giornata di campionato, la Roma, che ospita in casa i bianconeri, si fa rimontare il vantaggio ottenuto da Spadoni e consegna il titolo ai torinesi. La stagione si conclude con un undicesimo posto.
Da segnalare l'esordio in prima squadra di due future bandiere giallorosse: Francesco Rocca nella sfortunata trasferta contro il Milan e Agostino Di Bartolomei nella trasferta di Milano contro l'Inter.

## Divise
Lo sponsor tecnico è Lacoste. La divisa primaria è costituita da maglia bianca bordata di giallorosso, così come nei pantaloncini e calzettoni; in trasferta viene usata una maglia rossa bordata di giallo, pantaloncini bianchi e calzettoni rossi bordati di giallo. I portieri usano una maglia nera bordata di giallorosso abbinata a calzoncini neri e calzettoni rossi bordati di giallo.
| Casa | Trasferta | Portiere |

## Organigramma societario
Di seguito l'organigramma societario.
Area direttiva
- Gaetano Anzalone

Area tecnica
- Allenatore: Helenio Herrera, poi dalla 25ª Antonio Trebiciani

## Rosa
Di seguito la rosa.
| N. |                   | Ruolo | Calciatore           |
| -- | ----------------- | ----- | -------------------- |
|    | Italia (bandiera) | P     | Alberto Ginulfi      |
|    | Italia (bandiera) | P     | Francesco Quintini   |
|    | Italia (bandiera) | P     | Michelangelo Sulfaro |
|    | Italia (bandiera) | D     | Giovanni Bertini     |
|    | Italia (bandiera) | D     | Aldo Bet             |
|    | Italia (bandiera) | D     | Francesco Cappelli   |
|    | Italia (bandiera) | D     | Liborio Liguori      |
|    | Italia (bandiera) | D     | Giorgio Morini       |
|    | Italia (bandiera) | D     | Franco Peccenini     |
|    | Italia (bandiera) | D     | Claudio Ranieri      |
|    | Italia (bandiera) | D     | Sergio Santarini     |
|    | Italia (bandiera) | D     | Francesco Scaratti   |

| N. |                   | Ruolo | Calciatore                |
| -- | ----------------- | ----- | ------------------------- |
|    | Italia (bandiera) | D     | Roberto Vichi             |
|    | Italia (bandiera) | C     | Franco Cordova (capitano) |
|    | Italia (bandiera) | C     | Agostino Di Bartolomei    |
|    | Italia (bandiera) | C     | Walter Franzot            |
|    | Italia (bandiera) | C     | Angelo Orazi              |
|    | Italia (bandiera) | C     | Francesco Rocca           |
|    | Italia (bandiera) | C     | Elvio Salvori             |
|    | Italia (bandiera) | C     | Valerio Spadoni           |
|    | Italia (bandiera) | A     | Ivo Banella               |
|    | Italia (bandiera) | A     | Renato Cappellini         |
|    | Italia (bandiera) | A     | Lucio Mujesan             |
|    | Italia (bandiera) | A     | Stefano Pellegrini        |

## Calciomercato
Di seguito il calciomercato.
| Acquisti | Acquisti             | Acquisti          | Acquisti                                       |
| R.       | Nome                 | da                | Modalità                                       |
| -------- | -------------------- | ----------------- | ---------------------------------------------- |
| P        | Michelangelo Sulfaro | Fiorentina        | definitivo                                     |
| D        | Giorgio Morini       | Varese            | definitivo                                     |
| C        | Angelo Orazi         | Verona            | definitivo (50 mln. £ + contropartita tecnica) |
| C        | Francesco Rocca      | Bettini-Cinecittà | definitivo                                     |
| C        | Valerio Spadoni      | Rimini            | definitivo                                     |
| A        | Lucio Mujesan        | Bari              | definitivo                                     |

| Cessioni | Cessioni           | Cessioni      | Cessioni   |
| R.       | Nome               | a             | Modalità   |
| -------- | ------------------ | ------------- | ---------- |
| D        | Francesco Cappelli | Taranto       | definitivo |
| D        | Sergio Petrelli    | Lazio         | definitivo |
| C        | Amarildo           | Vasco da Gama | definitivo |
| C        | Luis del Sol       | Betis         | definitivo |
| C        | Claudio Ingrassia  | Piacenza      | definitivo |
| C        | Giacomo La Rosa    | Varese        | definitivo |
| C        | Giovanni Rosati    | Rimini        | definitivo |
| C        | Roberto Vieri      | Bologna       | definitivo |
| A        | Gianfranco Zigoni  | Verona        | definitivo |

## Risultati

### Serie A

#### Girone di andata
| Arbitro: | Torelli (Milano) |

|               |           |                         |
| Luppi 9’, 27’ | Marcatori | 14’ Spadoni 55’ Franzot |

| Arbitro: | Gussoni (Tradate) |

|                            |           |             |
| Spadoni 23’, 30’ Orazi 66’ | Marcatori | 82’ Petrini |

| Arbitro: | Ciacci (Firenze) |

|                    |           |                              |
| Savoldi 34’ (rig.) | Marcatori | 20’, 62’ Mujesan 66’ Spadoni |

| Arbitro: | Lo Bello (Siracusa) |

|              |           |  |
| Scaratti 35’ | Marcatori |  |

| Arbitro: | Angonese (Mestre) |

|                   |           |                           |
| Gori 40’ Riva 49’ | Marcatori | 59’ Santarini 83’ Mujesan |

| Arbitro: | Gonella (Torino) |

|  |           |           |
|  | Marcatori | 35’ Nanni |

| Arbitro: | Giunti (Arezzo) |

|                        |           |  |
| Agroppi 24’ Pulici 53’ | Marcatori |  |

| Roma 26 novembre 1972, ore 14:30 8ª giornata | Roma              | 0 – 0 referto | Milan | Stadio Olimpico di Roma (circa 75.000 spett.)\| Arbitro: \| Toselli (Cormons) \| |
| Arbitro:                                     | Toselli (Cormons) |               |       |                                                                                  |

| Arbitro: | Lo Bello (Siracusa) |

|                  |           |                                             |
| Mastropasqua 15’ | Marcatori | 49’ Cordova 62’ Spadoni 75’, 77’ Cappellini |

| Arbitro: | Ciacci (Firenze) |

|                               |           |  |
| Cappellini 14’ Pellegrini 24’ | Marcatori |  |

| Roma 17 dicembre 1972, ore 14:30 11ª giornata | Roma               | 0 – 2 (A tavolino) referto | Inter | Stadio Olimpico di Roma\| Arbitro: \| Michelotti (Parma) \| |
| Arbitro:                                      | Michelotti (Parma) |                            |       |                                                             |

| Arbitro: | Angonese (Mestre) |

|                        |           |             |
| Caso 30’ Orlandini 51’ | Marcatori | 32’ Spadoni |

| Vicenza 30 dicembre 1972, ore 14:30 13ª giornata | L.R. Vicenza     | 0 – 0 referto | Roma | Stadio Romeo Menti (circa 12.000 spett.)\| Arbitro: \| Gonella (Torino) \| |
| Arbitro:                                         | Gonella (Torino) |               |      |                                                                            |

| Bari 7 gennaio 1973, ore 14:30 14ª giornata | Roma            | 0 – 0 referto | Palermo | Stadio della Vittoria\| Arbitro: \| Giunti (Arezzo) \| |
| Arbitro:                                    | Giunti (Arezzo) |               |         |                                                        |

| Arbitro: | Panzino (Catanzaro) |

|              |           |  |
| Altafini 23’ | Marcatori |  |

#### Girone di ritorno
| Arbitro: | Porcelli (Lodi) |

|  |           |                     |
|  | Marcatori | 39’ (rig.) Mascetti |

| Genova 4 febbraio 1973, ore 14:30 17ª giornata | Sampdoria        | 0 – 0 referto | Roma | Stadio Luigi Ferraris (circa 25.000 spett.)\| Arbitro: \| Gonella (Torino) \| |
| Arbitro:                                       | Gonella (Torino) |               |      |                                                                               |

| Arbitro: | Branzoni (Pavia) |

|  |           |                             |
|  | Marcatori | 71’ (aut.) Franco Peccenini |

| Arbitro: | Lo Bello (Siracusa) |

|             |           |  |
| Damiani 22’ | Marcatori |  |

| Roma 4 marzo 1973, ore 15:00 20ª giornata | Roma              | 0 – 0 referto | Cagliari | Stadio Olimpico di Roma (circa 52.000 spett.)\| Arbitro: \| Gussoni (Tradate) \| |
| Arbitro:                                  | Gussoni (Tradate) |               |          |                                                                                  |

| Arbitro: | Panzino (Catanzaro) |

|                                       |           |  |
| Garlaschelli 32’ Santarini 82’ (aut.) | Marcatori |  |

| Arbitro: | Torelli (Milano) |

|                |           |  |
| Cappellini 74’ | Marcatori |  |

| Arbitro: | Barbaresco (Cormons) |

|                                  |           |               |
| Bigon 35’ Rivera 51’, 85’ (rig.) | Marcatori | 82’ G. Morini |

| Roma 8 aprile 1973, ore 15:30 24ª giornata | Roma            | 0 – 0 referto | Ternana | Stadio Olimpico di Roma (circa 45.000 spett.)\| Arbitro: \| Giunti (Arezzo) \| |
| Arbitro:                                   | Giunti (Arezzo) |               |         |                                                                                |

| Arbitro: | Panzino (Catanzaro) |

|             |           |  |
| Bianchi 14’ | Marcatori |  |

| Milano 22 aprile 1973, ore 15:30 26ª giornata | Inter            | 0 – 0 referto | Roma | Stadio San Siro\| Arbitro: \| Gonella (Torino) \| |
| Arbitro:                                      | Gonella (Torino) |               |      |                                                   |

| Arbitro: | Branzoni (Pavia) |

|              |           |                      |
| Scaratti 59’ | Marcatori | 55’ (aut.) Peccenini |

| Roma 6 maggio 1973, ore 16:00 28ª giornata | Roma           | 0 – 0 referto | L.R. Vicenza | Stadio Olimpico di Roma (circa 40.000 spett.)\| Arbitro: \| Monti (Ancona) \| |
| Arbitro:                                   | Monti (Ancona) |               |              |                                                                               |

| Arbitro: | Motta (Monza) |

|             |           |                |
| Arcoleo 21’ | Marcatori | 51’ Cappellini |

| Arbitro: | Lo Bello (Siracusa) |

|             |           |                             |
| Spadoni 28’ | Marcatori | 61’ Altafini 86’ Cuccureddu |

### Coppa Italia

#### Primo turno - Gruppo 6
| Roma 27 agosto 1972, ore 21:00 1ª giornata | Roma                        | 0 – 0 referto | Atalanta | Stadio Olimpico di Roma (circa 40.000 spett.)\| Arbitro: \| Moretto (San Donà di Piave) \| |
| Arbitro:                                   | Moretto (San Donà di Piave) |               |          |                                                                                            |

| Arbitro: | Barbaresco (Cormons) |

|             |           |                  |
| Cristin 89’ | Marcatori | 37’, 87’ Mujesan |

| Arbitro: | Trono (Torino) |

|                                          |           |                       |
| Cappellini 15’ G. Morini 40’ Spadoni 77’ | Marcatori | 16’ (aut.) L. Liguori |

| Arbitro: | Michelotti (Parma) |

|  |           |                     |
|  | Marcatori | 10’ Spadoni 74’ Bet |

### Coppa Anglo-Italiana

#### Fase a gruppi
| Arbitro: | Taylor |

|  |           |                |
|  | Marcatori | 28’, 77’ Tudor |

| Arbitro: | Monti |

|            |           |                |
| Strong 28’ | Marcatori | 19’ Cappellini |

| Arbitro: | Partridge |

|  |           |                 |
|  | Marcatori | 17’, 88’ Curran |

| Arbitro: | Motta |

|                       |           |             |
| James 83’ Suddick 88’ | Marcatori | 62’ Mujesan |

## Statistiche

### Statistiche di squadra
Di seguito le statistiche di squadra.
| Competizione         | Punti | In casa | In casa | In casa | In casa | In casa | In casa | In trasferta | In trasferta | In trasferta | In trasferta | In trasferta | In trasferta | Totale | Totale | Totale | Totale | Totale | Totale | DR |
| Competizione         | Punti | G       | V       | N       | P       | Gf      | Gs      | G            | V            | N            | P            | Gf           | Gs           | G      | V      | N      | P      | Gf     | Gs     | DR |
| -------------------- | ----- | ------- | ------- | ------- | ------- | ------- | ------- | ------------ | ------------ | ------------ | ------------ | ------------ | ------------ | ------ | ------ | ------ | ------ | ------ | ------ | -- |
| Serie A              | 24    | 15      | 4       | 6       | 5       | 9       | 9       | 15           | 2            | 6            | 7            | 14           | 19           | 30     | 6      | 12     | 12     | 23     | 28     | -5 |
| Coppa Italia         |       | 2       | 1       | 1       | 0       | 3       | 1       | 2            | 2            | 0            | 0            | 4            | 1            | 4      | 3      | 1      | 0      | 7      | 2      | +5 |
| Coppa Anglo-Italiana |       | 2       | 0       | 0       | 2       | 0       | 4       | 2            | 0            | 1            | 1            | 2            | 3            | 4      | 0      | 1      | 3      | 2      | 7      | -5 |
| Totale               | -     | 19      | 5       | 7       | 7       | 12      | 14      | 19           | 4            | 7            | 8            | 20           | 23           | 38     | 9      | 14     | 15     | 32     | 37     | -5 |

### Andamento in campionato
| Giornata  | 1 | 2 | 3 | 4 | 5 | 6 | 7 | 8 | 9 | 10 | 11 | 12 | 13 | 14 | 15 | 16 | 17 | 18 | 19 | 20 | 21 | 22 | 23 | 24 | 25 | 26 | 27 | 28 | 29 | 30 |
| --------- | - | - | - | - | - | - | - | - | - | -- | -- | -- | -- | -- | -- | -- | -- | -- | -- | -- | -- | -- | -- | -- | -- | -- | -- | -- | -- | -- |
| Luogo     | T | C | T | C | T | C | T | C | T | C  | C  | T  | T  | C  | T  | C  | T  | C  | T  | C  | T  | C  | T  | C  | T  | T  | C  | C  | T  | C  |
| Risultato | N | V | V | V | N | P | P | N | V | V  | P  | P  | N  | N  | P  | P  | N  | P  | P  | N  | P  | V  | P  | N  | P  | N  | N  | N  | N  | P  |
| Posizione | 6 | 1 | 1 | 1 | 1 | 3 | 5 | 5 | 4 | 4  | 5  | 6  | 6  | 6  | 6  | 6  | 7  | 9  | 10 | 9  | 10 | 10 | 11 | 11 | 12 | 12 | 12 | 12 | 10 | 11 |

Legenda:

Luogo: C = Casa; T = Trasferta. Risultato: V = Vittoria; N = Pareggio; P = Sconfitta.

### Statistiche dei giocatori
Desunte dai tabellini del Corriere dello Sport, de La Stampa e de L'Unità.
| Giocatore        | Serie A  | Serie A | Coppa Italia | Coppa Italia | Coppa Anglo-Italiana | Coppa Anglo-Italiana | Totale   | Totale |
| Giocatore        | Presenze | Reti    | Presenze     | Reti         | Presenze             | Reti                 | Presenze | Reti   |
| ---------------- | -------- | ------- | ------------ | ------------ | -------------------- | -------------------- | -------- | ------ |
| A. Ginulfi       | 30       | -28     | 4            | -2           | 3                    | -5                   | 37       | -35    |
| F. Quintini      | 0        | -0      | 0            | -0           | 1                    | -2                   | 1        | -2     |
| M. Sulfaro       | 0        | -0      | 0            | -0           | 0                    | -0                   | 0        | -0     |
| G. Bertini       | 11       | 0       | 0            | 0            | 4                    | 0                    | 15       | 0      |
| A. Bet           | 29       | 0       | 4            | 1            | 4                    | 0                    | 37       | 1      |
| F. Cappelli      | 0        | 0       | 0            | 0            | 0                    | 0                    | 0        | 0      |
| L. Liguori       | 8        | 0       | 3            | 0            | 3                    | 0                    | 14       | 0      |
| G. Morini        | 27       | 1       | 4            | 1            | 3                    | 0                    | 34       | 2      |
| F. Peccenini     | 26       | 0       | 2            | 0            | 3                    | 0                    | 31       | 0      |
| C. Ranieri       | 0        | 0       | 0            | 0            | 1                    | 0                    | 1        | 0      |
| S. Santarini     | 25       | 1       | 4            | 0            | 2                    | 0                    | 31       | 1      |
| F. Scaratti      | 20       | 2       | 1            | 0            | 1                    | 0                    | 22       | 2      |
| R. Vichi         | 0        | 0       | 0            | 0            | 1                    | 0                    | 1        | 0      |
| F. Cordova       | 24       | 1       | 4            | 0            | 1                    | 0                    | 29       | 1      |
| A. Di Bartolomei | 2        | 0       | 0            | 0            | 1                    | 0                    | 3        | 0      |
| W. Franzot       | 29       | 1       | 4            | 0            | 3                    | 0                    | 36       | 1      |
| A. Orazi         | 27       | 1       | 4            | 0            | 3                    | 0                    | 34       | 1      |
| F. Rocca         | 3        | 0       | 0            | 0            | 3                    | 0                    | 6        | 0      |
| E. Salvori       | 30       | 0       | 4            | 0            | 4                    | 0                    | 38       | 0      |
| V. Spadoni       | 29       | 7       | 4            | 2            | 1                    | 0                    | 34       | 9      |
| I. Banella       | 0        | 0       | 0            | 0            | 0                    | 0                    | 0        | 0      |
| R. Cappellini    | 17       | 5       | 4            | 1            | 2                    | 1                    | 23       | 7      |
| L. Mujesan       | 12       | 3       | 4            | 2            | 4                    | 1                    | 20       | 6      |
| S. Pellegrini    | 5        | 1       | 0            | 0            | 1                    | 0                    | 6        | 1      |

## Giovanili

### Piazzamenti

La formazione Primavera per la prima volta campione d'Italia

- Primavera:
  - Campionato Primavera: vincitore
  - Coppa Italia Primavera: ?

### Videografia
- Manuela Romano (a cura di), La storia della A.S. Roma (10 DVD-Video), Corriere dello Sport, Rai Trade, 2006.